# Llista de participants al Tour de França de 1939
En el Tour de França de 1939 els ciclistes corrien per equips nacionals. Pel fet que Itàlia, Alemanya i Espanya decidiren no enviar els seus respectius equips, l'organització del Tour es va trobar amb una participació molt reduïda. Per tal de solucionar aquest fet es va decidir que Bèlgica enviés dos equips i França quatre equips regionals, a banda del nacional.
Els ciclistes francesos havien dominat la dècada de 1930, però el 1939 cap d'ells va estar present al Tour: André Leducq, vencedor el 1930 i 1932, s'havia retirat el 1938, així com Antonin Magne, vencedor el 1931 i 1934. El vencedor de 1933, Georges Speicher, va decidir no córrer i el vencedor de 1937, Roger Lapébie, estava lesionat. Això convertia l'equip belga en el favorit.

## Llista de participants
| Llegenda                 | Llegenda | Llegenda              | Llegenda                                                                                         |
| ------------------------ | --- | --------------------- | ------------------------------------------------------------------------------------------------ |
| #                        | Dorsal de sortida que du el ciclista al Tour                                                                | Pos.                  | Posició final a la classificació general                                                         |
| Mallot groc              | Vencedor de la classificació general                                                                        | Mallot de la muntanya | Vencedor de la classificació de la muntanya                                                      |
| Mallot verd              | Vencedor de la classificació per punts                                                                      | Mallot blanc          | Vencedor de la classificació dels joves                                                          |
| classificació per equips | Vencedor de la classificació per equips                                                                     | Combativitat          | Vencedor de la combativitat                                                                      |
| NP                       | Indica un ciclista que no ha pres la sortida en una etapa, seguit del número de l'etapa en què s'ha retirat | AB                    | Indica un ciclista que no ha finalitzat una etapa, seguit del número d'etapa en què s'ha retirat |
| HD                       | Indica un ciclista que ha finalitzat una etapa fora de control, seguit del número d'etapa                   | EX                    | Corredor exclòs per no respectar el reglament                                                    |
| *                        | Indica un corredor que lluita pel mallot blanc                                                              |                       |                                                                                                  |

| Bèlgica | Bèlgica            | Bèlgica |
| Núm.    | Ciclista           | Pos     |
| ------- | ------------------ | ------- |
| 1       | Sylvère Maes       | 1       |
| 2       | Félicien Vervaecke | AB-9    |
| 3       | Edward Vissers     | 5       |
| 4       | Marcel Kint        | 34      |
| 5       | Lucien Storme      | AB-9    |
| 6       | Albert Hendrickx   | 26      |
| 7       | François Neuville  | 27      |
| 8       | Romain Maes        | AB-8b   |

| Suïssa | Suïssa            | Suïssa |
| Núm.   | Ciclista          | Pos    |
| ------ | ----------------- | ------ |
| 9      | Karl Litschi      | AB-9   |
| 10     | Werner Jaisli     | AB-5   |
| 11     | Josef Wagner      | 30     |
| 12     | Walter Gross      | AB-5   |
| 13     | Théo Perret       | 41     |
| 14     | Karl Wyss         | EX-7   |
| 15     | Ettore Maestranzi | AB-6b  |
| 16     | René Pedroli      | 44     |

| Luxemburg | Luxemburg         | Luxemburg |
| Núm.      | Ciclista          | Pos       |
| --------- | ----------------- | --------- |
| 17        | Jean Majerus      | AB-6b     |
| 18        | Pierre Clemens    | 20        |
| 19        | Mathias Clemens   | 4         |
| 20        | François Neuens   | 42        |
| 21        | Arsène Mersch     | AB-8b     |
| 22        | Grégoire Leisen   | EX-2      |
| 23        | Christophe Didier | 18        |
| 24        | Lucien Bidinger   | AB-5      |

| Països Baixos | Països Baixos       | Països Baixos |
| Núm.          | Ciclista            | Pos           |
| ------------- | ------------------- | ------------- |
| 25            | Albert van Schendel | 15            |
| 26            | Antoon van Schendel | 38            |
| 27            | Janus Hellemons     | 46            |
| 28            | Jan Lambrichs       | 8             |
| 29            | Jozef Dominicus     | 39            |
| 30            | Jan Gommers         | AB-6b         |
| 31            | André de Korver     | 28            |
| 32            | Hubert Sijen        | AB-9          |

| França | França             | França |
| Núm.   | Ciclista           | Pos    |
| ------ | ------------------ | ------ |
| 33     | Auguste Mallet     | 13     |
| 34     | Georges Naisse     | 19     |
| 35     | Lucien Le Guével   | 35     |
| 36     | Victor Cosson      | 25     |
| 37     | Sylvain Marcaillou | 6      |
| 38     | Pierre Jaminet     | AB-18b |
| 39     | Dante Gianello     | 11     |
| 40     | Raymond Louviot    | 29     |

| Bèlgica B | Bèlgica B            | Bèlgica B |
| Núm.      | Ciclista             | Pos       |
| --------- | -------------------- | --------- |
| 41        | Albertin Disseaux    | 7         |
| 42        | Jules Lowie          | AB-8a     |
| 43        | Lucien Vlaemynck     | 3         |
| 44        | Albert Ritserveldt   | 9         |
| 45        | Éloi Meulenberg      | AB-9      |
| 46        | Cyriel Vanoverberghe | 10        |
| 47        | Albert Perikel       | 21        |
| 48        | Edmond Delathouwer   | AB-9      |

| Illa de França/Nord-est | Illa de França/Nord-est | Illa de França/Nord-est |
| Núm.                    | Ciclista                | Pos                     |
| ----------------------- | ----------------------- | ----------------------- |
| 49                      | Maurice Archambaud      | 14                      |
| 50                      | Fernand Mithouard       | AB-5                    |
| 51                      | Louis Thiétard          | 17                      |
| 52                      | Pierre Gallien          | 16                      |
| 53                      | Gabriel Dubois          | EX-3                    |
| 54                      | Amédée Fournier         | 47                      |
| 55                      | Roger Bailleux          | AB-11                   |
| 56                      | Victor Codron           | 40                      |

| FRANÇA-OEST | FRANÇA-OEST       | FRANÇA-OEST |
| Núm.        | Ciclista          | Pos         |
| ----------- | ----------------- | ----------- |
| 57          | René Le Grèves    | 45          |
| 58          | Pierre Cloarec    | 31          |
| 59          | Christophe Taëron | AB-6b       |
| 60          | Jean Fontenay     | 43          |
| 61          | Armand Le Moal    | 49          |
| 62          | Yvan Marie        | AB-9        |
| 63          | Albert Goutal     | AB-9        |
| 64          | Eloi Tassin       | 32          |

| FRANÇA-SUD-OEST | FRANÇA-SUD-OEST | FRANÇA-SUD-OEST |
| Núm.            | Ciclista        | Pos             |
| --------------- | --------------- | --------------- |
| 65              | Paul Maye       | AB-8b           |
| 66              | Jean Fréchaut   | AB-15           |
| 67              | Gérard Virol    | AB-4            |
| 68              | Edmond Pagès    | 23              |
| 69              | André Bramard   | NP-1            |
| 70              | Joffre Daran    | AB-4            |
| 71              | François Garcia | AB-4            |
| 72              | Raymond Passat  | 12              |

| FRANÇA-SUD-EST | FRANÇA-SUD-EST    | FRANÇA-SUD-EST |
| Núm.           | Ciclista          | Pos            |
| -------------- | ----------------- | -------------- |
| 73             | Oreste Bernardoni | 24             |
| 74             | René Vietto       | 2              |
| 75             | Charles Berty     | 33             |
| 76             | Joseph Soffietti  | 48             |
| 77             | Gabriel Bouffier  | AB-4           |
| 78             | Trino Yelamos     | 36             |
| 79             | Fabien Galateau   | 22             |
| 80             | Joseph Aureille   | 37             |